# Maroa (Illinois)

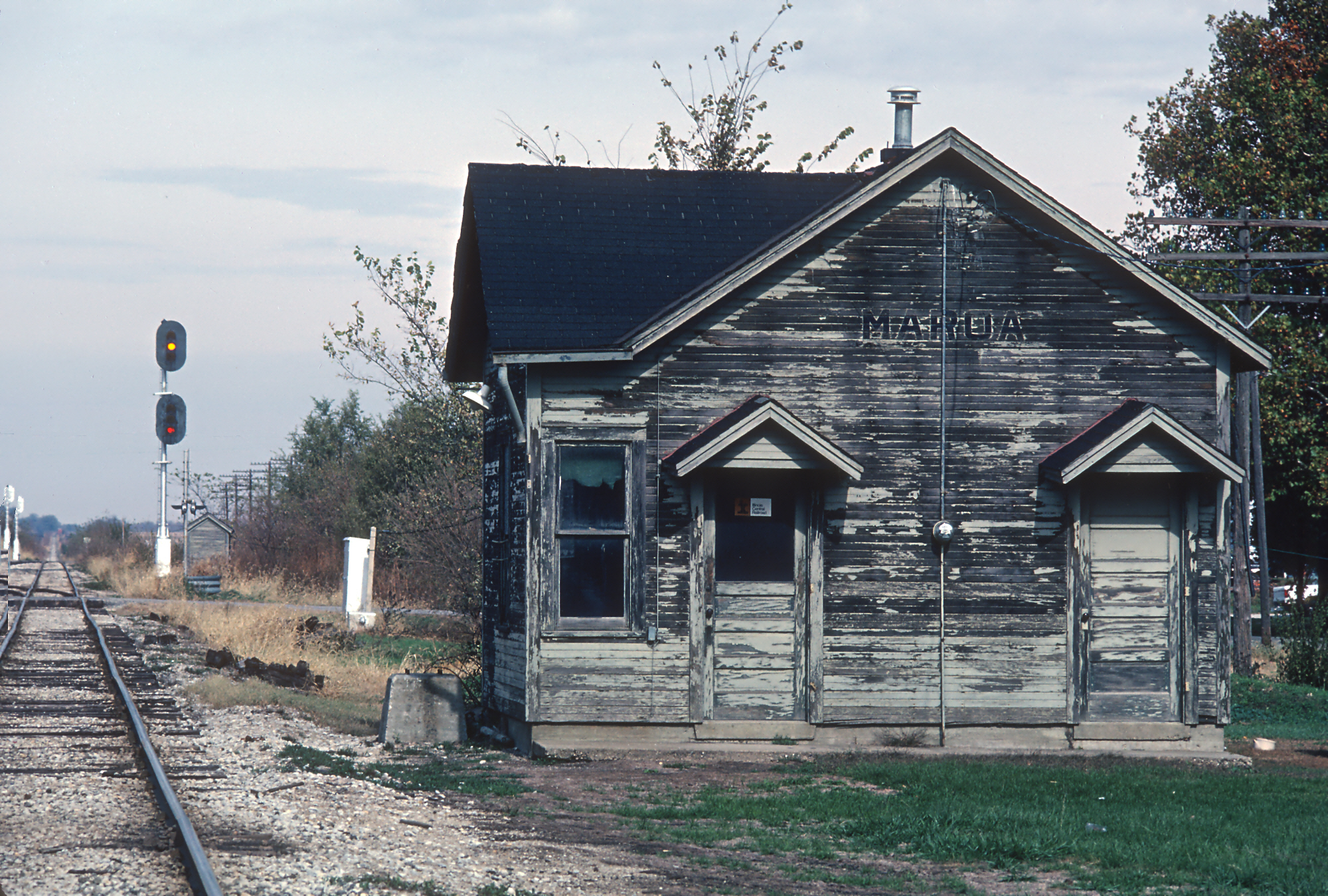
Ferrovia di Maroa nel 1981

Maroa è un comune degli Stati Uniti d'America, situato in Illinois, nella Contea di Macon.